# Círculo polar antártico
El círculo polar antártico es uno de los cinco imaginarios paralelo principales que señalan los mapas de la Tierra. Es el paralelo de latitud 66° 33′ 46″ (año 2017) al sur del  ecuador. En todo punto al sur del círculo polar antártico hay por lo menos un día del año en el que el Sol está sobre el horizonte durante 24 horas seguidas. Del mismo modo, hay por lo menos un día en el que el Sol permanece bajo el horizonte durante 24 horas seguidas. Esto (y las estaciones del año) se debe a que el eje de rotación de la Tierra se encuentra inclinado actualmente (año 2017) 23°26′14″ respecto al plano de la órbita terrestre alrededor del Sol.
El círculo polar ártico ya era conocido en la antigua Grecia: Piteas informó en el siglo IV a. C. del sol de medianoche, y Eratóstenes escribió sobre los círculos polares un siglo después. En la Europa medieval, los círculos polares se dibujaron en el planisferio de Cantino a partir de 1500.
Casi la totalidad del continente antártico se encuentra al sur del círculo polar antártico, también zonas como la península Antártica.  El círculo polar antártico fue cruzado por primera vez el 17 de enero de 1773 por el explorador británico James Cook.

## Sol de medianoche y noche polar

Relación de la inclinación axial de la Tierra (ε) con los círculos tropicales y polares

El círculo polar antártico es la latitud más septentrional del hemisferio sur en la que el centro del sol puede permanecer continuamente sobre el horizonte durante veinticuatro horas; como resultado, al menos una vez al año en cualquier lugar dentro del círculo polar antártico, el centro del sol es visible a la medianoche local, y al menos una vez que el centro del sol se oscurece al mediodía local.
Directamente en el círculo polar antártico, estos eventos ocurren, en principio, exactamente una vez al año: en los solsticios de diciembre y junio, respectivamente. Sin embargo, debido a la refracción atmosférica y los espejismos, y debido a que el sol aparece como un disco y no como un punto, parte del sol de medianoche puede verse en la noche del solsticio de verano del sur hasta unos 50 minutos (′), 90 km al norte del círculo polar antártico; de manera similar, en el día del solsticio de invierno del sur, parte del sol puede verse hasta unos 50′ al sur del círculo polar antártico. Eso es cierto al nivel del mar; esos límites aumentan con la elevación sobre el nivel del mar, aunque en las regiones montañosas a menudo no hay una vista directa del horizonte real.
Los espejismos en el continente antártico tienden a ser incluso más espectaculares que en las regiones árticas, creando, por ejemplo, una serie de aparentes atardeceres y amaneceres mientras que en realidad el sol permanece por debajo del horizonte.
La posición del círculo antártico no es fija y actualmente corre 66°, 33′, 48.9″ al sur del Ecuador.
Esta cifra puede ser un poco inexacta porque no tiene en cuenta los efectos de la nutación astronómica, que puede ser de hasta 10″.
Su latitud depende de la inclinación axial de la Tierra, que fluctúa dentro de un margen de más de 2° durante un período de 41 000 años, debido a las fuerzas de marea resultantes de la órbita de la Luna.
En consecuencia, el círculo antártico se desplaza actualmente hacia el sur a una velocidad de aproximadamente 14,5 m/año (48 pies/año).

## Ocupación humana

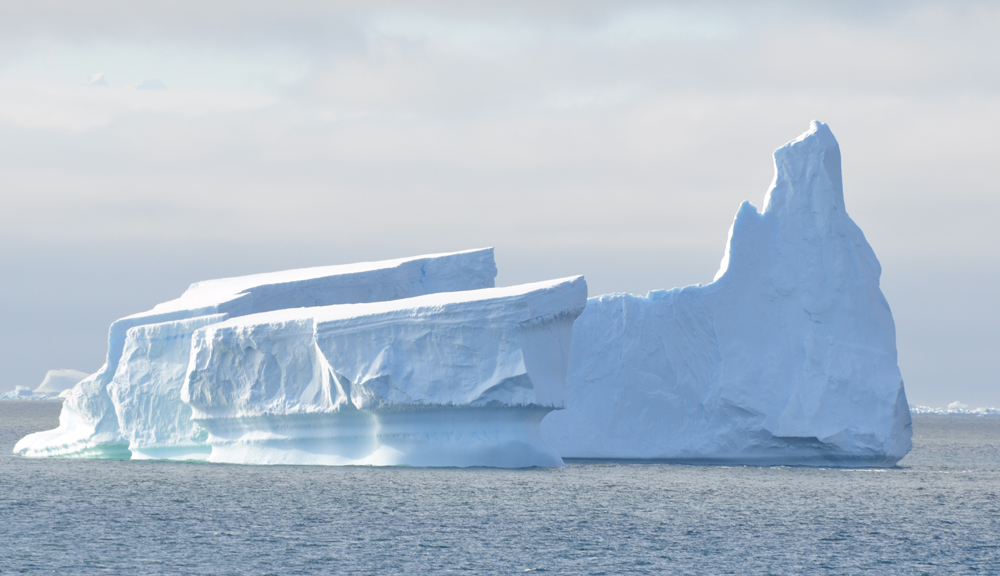
Un iceberg cerca del círculo polar antártico al norte de la isla Detaille.

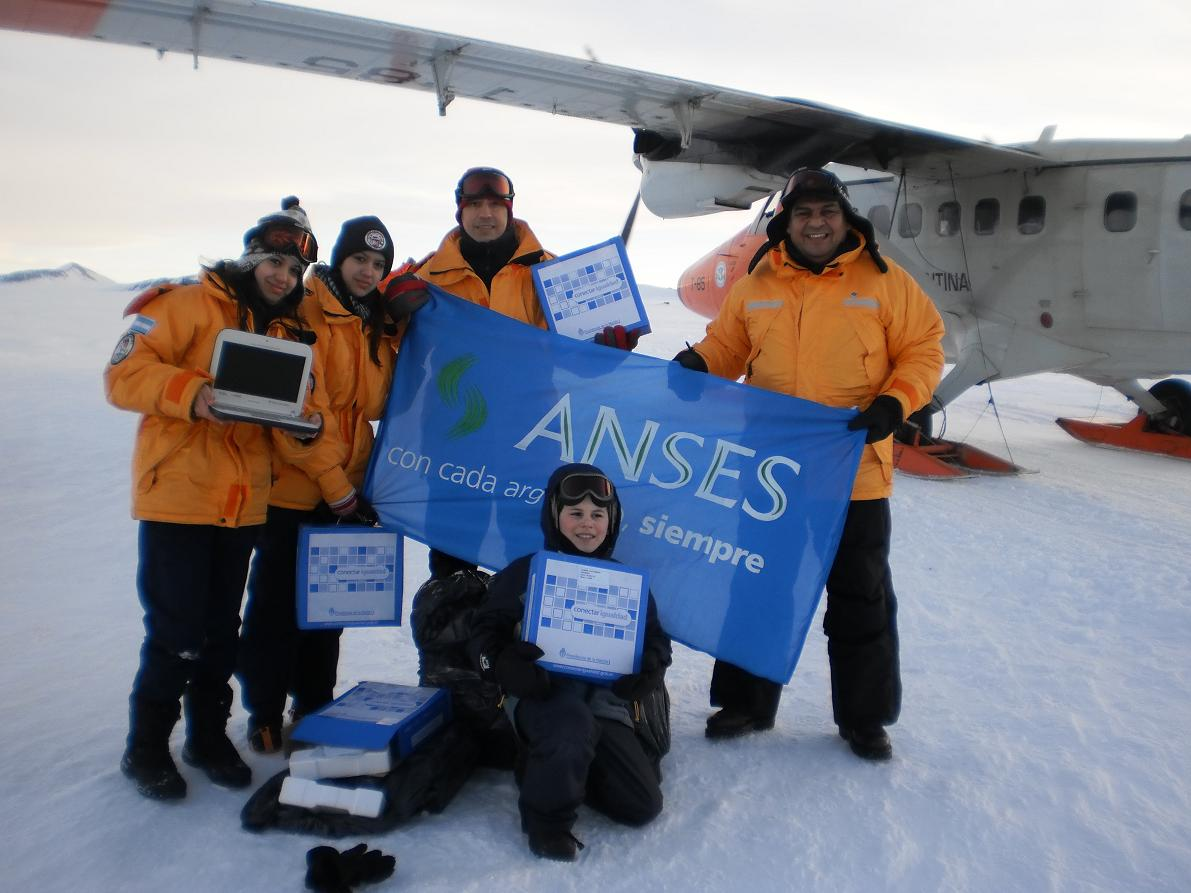
Niños, adolescentes y docentes del colegio de Base Esperanza.

No hay una población humana permanente al sur del círculo polar antártico, pero hay varias estaciones de investigación en la Antártida operadas por varias naciones que están habitadas por equipos de científicos que rotan por temporadas. En siglos anteriores se establecieron algunas estaciones balleneras semipermanentes en el continente, y algunos balleneros vivirían allí durante un año o más. 
La población de personas que realizan y apoyan a la investigación científica en el continente y sus islas cercanas al sur de los 60 grados de latitud sur (la región cubierta por el Tratado Antártico) varía de aproximadamente 4000 en verano a 1000 en invierno. Además, aproximadamente 1000 personas, incluida tripulación de barcos y los científicos que realizan investigaciones a bordo, están presentes en las aguas de la región del tratado. La estación más grande, la estación McMurdo, tiene una población de verano de aproximadamente 1000 personas y una población de invierno de aproximadamente 200.
Al menos 11 niños han nacido en la Antártida. El primero fue Emilio Marcos Palma, nacido el 7 de enero de 1978 de padres argentinos en Esperanza, Bahía Esperanza, cerca de la punta de la península Antártica. La primera niña nacida en el continente antártico fue Marisa de las Nieves Delgado, nacida el 27 de mayo de 1978. El nacimiento se produjo en el Fortín Sargento Cabral, Base Esperanza (Ejército Argentino).
Pese a que James Cook cruzó el círculo polar antártico por primera vez el 17 de enero de 1773, un estudio neozelandés de 2021 sugiere que los polinesios pudieron avistar el continente hace unos 1300 años, según investigaciones de las historias orales y el arte indígena. Según este estudio de Priscilla Wehi, el navegante Ui-te-Rangiora y su tripulación viajaron a aguas antárticas a bordo del Te Ivi o Atea. Por otra parte, diferentes estudiosos descartan esta posibilidad dada la falta de evidencia arqueológica y los impedimentos de una travesía a canoa.

## Geografía
La circunferencia del círculo polar antártico es aproximadamente 16 000 kilómetros (9942,0 mi). El área al sur del Círculo es de unos 20 000 000 km² (7 722 007,7 mi²) y cubre aproximadamente el 4% de la superficie de la Tierra.
El círculo polar antártico cruza el Océano Austral, y más allá, el territorio de la Antártida, pasa por la Península Antártica, luego por el Mar de Weddell, el Mar de Lazarev, el Mar de Riiser-Larsen, el Mar de los Cosmonautas y el Golfo de Amundsen, luego pasa por el Mar de la Commonwealth, la Tierra de Enderby, la Tierra de la Princesa Isabel, el Mar de Davis, la Costa Knox, la Costa Pravda, la Bahía de Vincennes en el Mar Mawson. Posteriormente pasa alternativamente por el océano y las costas de la Tierra de Wilkes: Knox, Budd, Banzare, Clary. Posteriormente, el círculo polar austral abandona el continente antártico cerca de la estación francesa "Dumont-Durville" hacia el sector del Océano Pacífico del Océano Austral.

### Sitios a lo largo del Círculo
Comenzando en el meridiano cero y dirigiéndose hacia el este, el círculo polar antártico lo atraviesa:
| Coordenadas                         | País, territorio o mar                                                      | Notas                                                                                  |
| ----------------------------------- | --------------------------------------------------------------------------- | -------------------------------------------------------------------------------------- |
| 66°34′S 0°0′E / -66.567, 0.000      | Océano Austral                                                              | Norte de la Tierra de la Reina Maud y Tierra de Enderby                                |
| 66°34′S 50°32′E / -66.567, 50.533   | Antártida – Tierra de Enderby                                               | Territorio reclamado por Australia                                                     |
| 66°34′S 57°19′E / -66.567, 57.317   | Océano Austral                                                              | Norte de la Barrera de hielo Amery                                                     |
| 66°34′S 82°6′E / -66.567, 82.100    | Antártida                                                                   | Territorio reclamado por Australia                                                     |
| 66°34′S 89°14′E / -66.567, 89.233   | Océano Austral                                                              |                                                                                        |
| 66°34′S 91°29′E / -66.567, 91.483   | Antártida                                                                   | Territorio reclamado por Australia                                                     |
| 66°34′S 92°21′E / -66.567, 92.350   | Océano Austral                                                              |                                                                                        |
| 66°34′S 93°52′E / -66.567, 93.867   | Antártida                                                                   | Territorio reclamado por Australia                                                     |
| 66°34′S 107°45′E / -66.567, 107.750 | Océano Austral                                                              | Bahía Vincennes                                                                        |
| 66°34′S 110°12′E / -66.567, 110.200 | Antártida – Tierra de Wilkes                                                | Territorio reclamado por Australia                                                     |
| 66°34′S 116°35′E / -66.567, 116.583 | Océano Austral                                                              |                                                                                        |
| 66°34′S 121°31′E / -66.567, 121.517 | Antártida – Tierra de Wilkes                                                | Territorio reclamado por Australia                                                     |
| 66°34′S 127°9′E / -66.567, 127.150  | Océano Austral                                                              |                                                                                        |
| 66°34′S 129°38′E / -66.567, 129.633 | Antártida – Tierra de Wilkes                                                | Territorio reclamado por Australia                                                     |
| 66°34′S 136°0′E / -66.567, 136.000  | Antártida – Tierra Adelia                                                   | Territorio reclamado por Francia                                                       |
| 66°34′S 138°56′E / -66.567, 138.933 | Océano Austral                                                              |                                                                                        |
| 66°34′S 162°44′E / -66.567, 162.733 | Islas Balleny – Isla Borradaile                                             | Territorio reclamado por Nueva Zelanda                                                 |
| 66°34′S 162°45′E / -66.567, 162.750 | Océano Austral                                                              | Pasando justo al norte de Isla Adelaida (reclamado por Argentina, Chile y Reino Unido) |
| 66°34′S 65°44′O / -66.567, -65.733  | Antártida – Península Antártida, Tierra de Graham y Barrera de hielo Larsen | Territorio reclamado por Argentina, Chile y Reino Unido                                |
| 66°34′S 60°21′O / -66.567, -60.350  | Océano Austral                                                              | Atravesando el Mar de Weddell y entrando en una parte del océano sin nombre            |

## Investigaciones
En la zona se lleva a cabo una estrecha colaboración entre agencias científicas de diversos países bajo los auspicios del Comité Científico de Investigación Antártica (SCAR), el principal grupo asesor científico internacional del Tratado Antártico.
En especial el Servicio Geológico de Estados Unidos (United States Geological Survey, USGS) lideró el Proyecto de Estratigrafía Acústica Marina Antártica. Este proyecto coordinó y promovió el uso de todos los datos geocientíficos marinos existentes de los márgenes continentales alrededor de la Antártida, en numerosos sectores próximos al círculo polar antártico. Estos datos se recopilaron para estudiar los procesos geológicos relacionados con la historia de los glaciares antárticos y los cambios globales del nivel del mar durante los últimos 60 millones de años. En los últimos cinco años, científicos internacionales han mapeado grandes áreas en alta mar y han encontrado evidencia de que capas de hielo masivas han cruzado las plataformas continentales de la Antártida muchas veces. Estos cruces han sido más numerosos durante los últimos 10 millones de años que antes. Con cada cruce, se transportan grandes cantidades de sedimentos y rocas hasta el borde de la plataforma continental, se vierten en las cuencas oceánicas y se distribuyen mediante extensas corrientes oceánicas profundas. La naturaleza de estos sedimentos proporciona información valiosa sobre el clima, los niveles del mar, la biota y la circulación oceánica de la región antártica.
Tienen bases antárticas los iguientes países: Alemania, Argentina, Australia, Brasil, Bulgaria, Chile, China, Corea del Sur, Ecuador, España, Estados Unidos, Finlandia, Francia, India, Italia, Japón, Noruega, Nueva Zelanda, Pakistán, Perú, Polonia, Reino Unido, Rumania, Rusia, Sudáfrica, Suecia, Ucrania y Uruguay.